# 米凯莱·穆拉托里
米凯莱·穆拉托里（義大利語：Michele Muratori，1983年12月13日—）是聖馬利諾的政治人物。他自2019年4月1日起，與尼古拉·塞爾瓦同時出任聖馬利諾執政官。

## 生平
米凯莱·穆拉托里畢業於博洛尼亞大學政治和社會科學系，後成為大議會的成員。他是社會民主黨左翼（Socialist Democratic Left）的領導人。按行業劃分，他是一名公職人員。